# 誉田八幡神社 (東かがわ市)

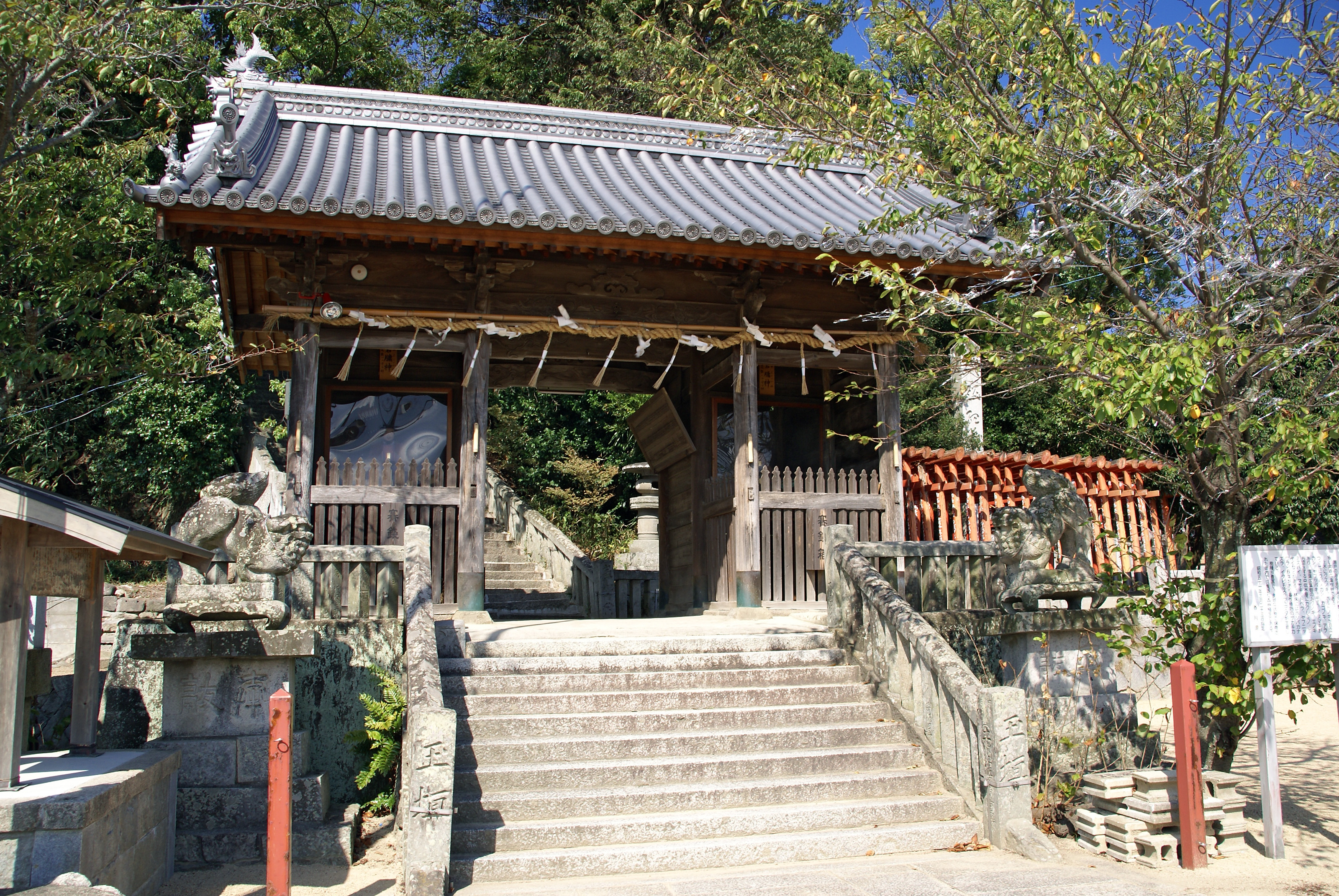
神門

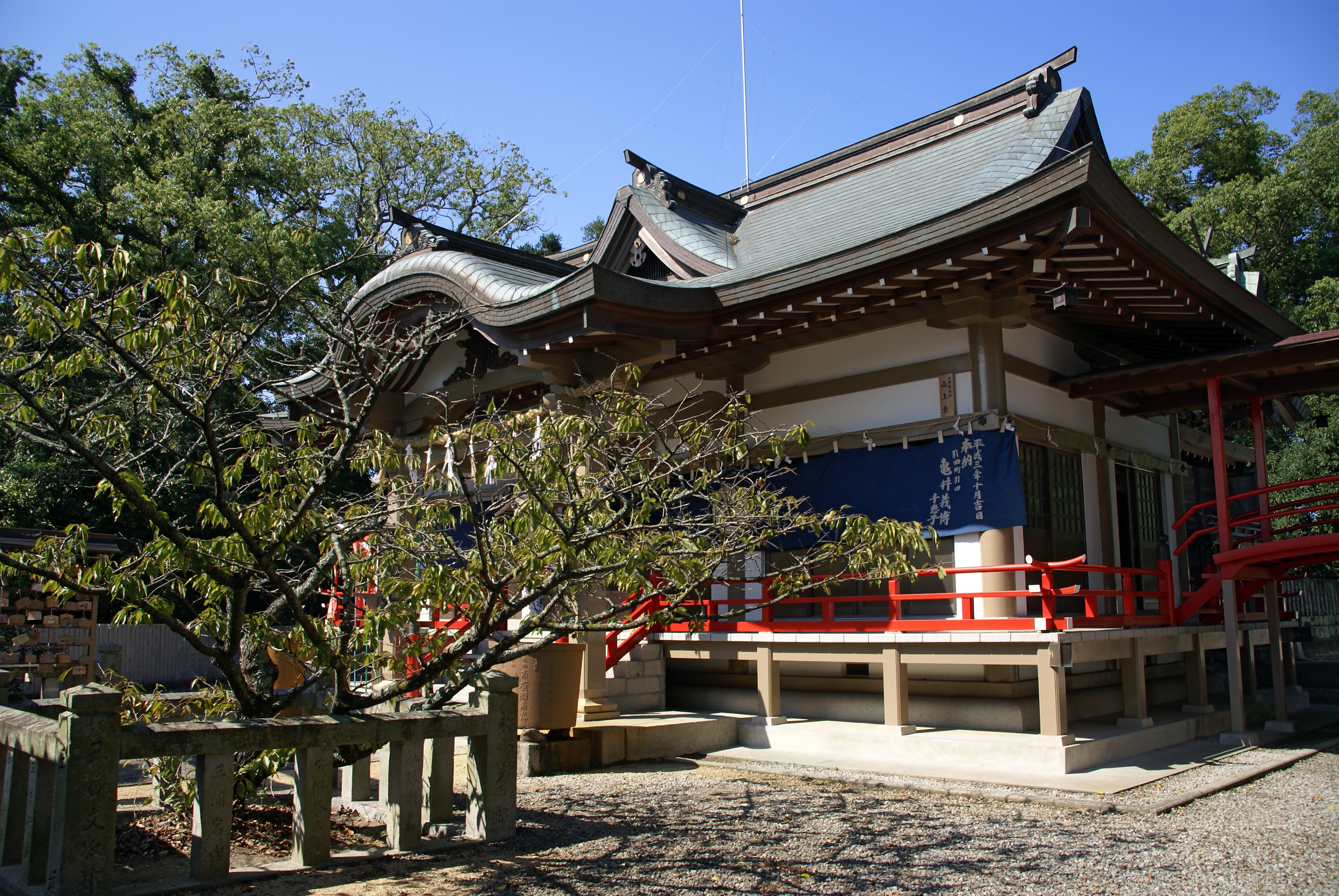
拝殿

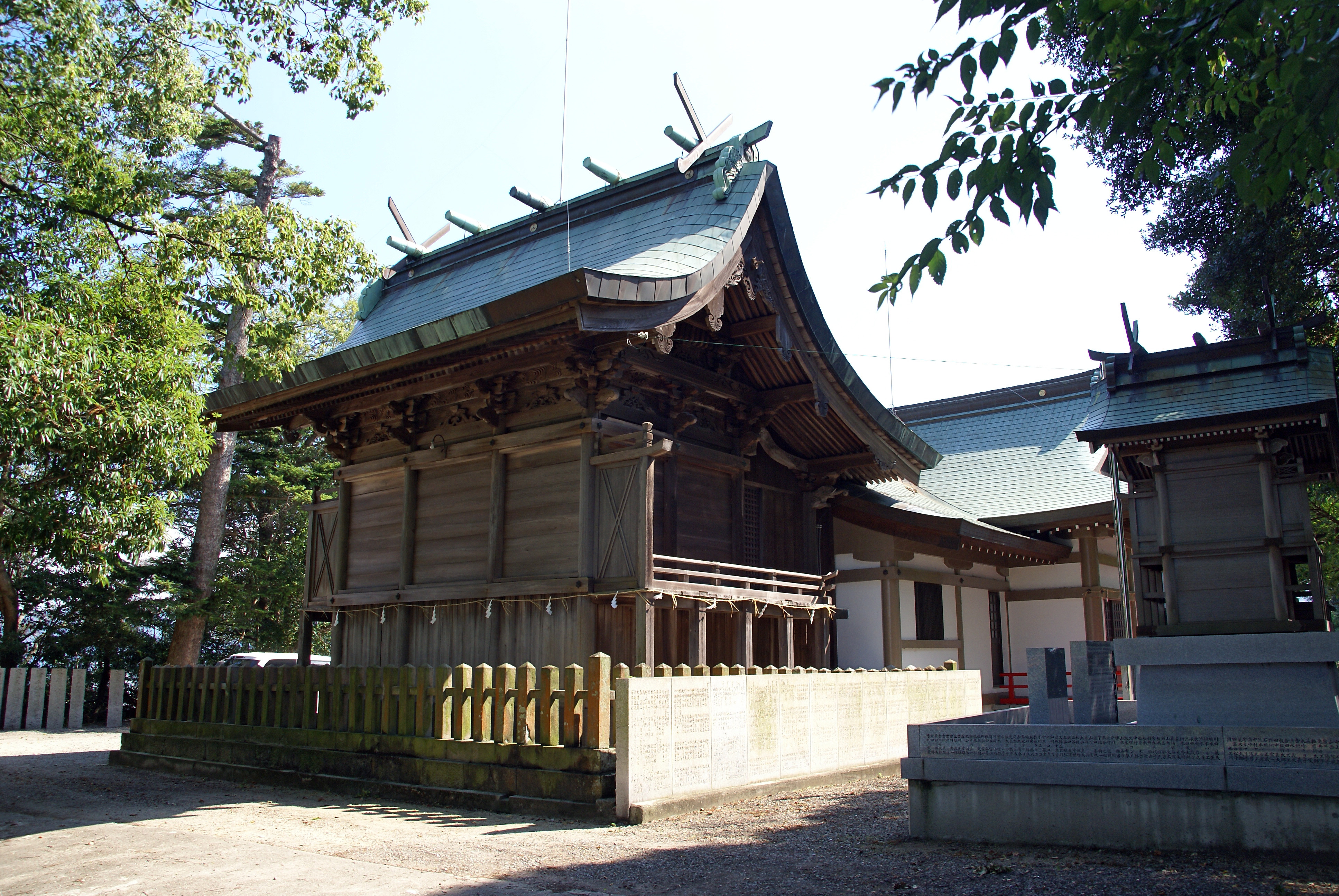
本殿

誉田八幡神社（ほんだはちまんじんじゃ）は香川県東かがわ市の引田にある神社。誉田八幡宮とも呼ばれる。祭神は応神天皇。旧郷社、神饌幣帛料供進社。

## 沿革
- 承和8年（841年） - 手置帆負命の末裔で大内郡の領主である忌部正國が誉田八幡宮に参拝した際に神託により神宝2品を授かり、1品は伊座中山、もう1品は忌部中山家の後園に祀る。
- 延久元年（1069年） - 伊座中山にある神宝は引田の亀山の頂に遷座され、引田七郷の鎮守神とされる。
- 天正17年（1589年） - 生駒一正により祭田三十石が寄進される。
- 明治5年（1872年） - 郷社に列格される。
- 明治40年（1907年） - 神饌幣帛料供進社に指定される。
- 昭和21年（1946年） - 末社15社が独立した神社となる。
- 昭和51年（1976年） - 誉田八幡神社社叢が香川県の自然記念物に指定される[1]。
- 昭和56年（1981年） - 幣殿、拝殿、社務所が改築され、裏参道が新設される。

## 交通アクセス
- 高徳線 引田駅 徒歩10分
- 高速バス 引田バス停 徒歩30分

## 周辺情報
- 引田の街並み
  - かめびし屋、讃州井筒屋敷、山本家住宅、松村家住宅、泉家住宅、長崎家住宅、日下家住宅、旧引田郵便局（風の港館）、誉田八幡神社
- 引田港
- ばいこう堂本店 - 和三盆